# Österrikes filmhistoria
Österrike har haft en aktiv filmindustri sedan det tidiga 1900-talet. Fritz Lang, Billy Wilder, Fred Zinnemann, Otto Preminger och Michael Haneke räknas till Österrikes viktigaste regissörer, även om många av deras mest kända verk gjordes utanför Österrike. Bland österrikiska skådespelare kan nämnas Klaus Maria Brandauer, Maximilian Schell, Romy Schneider, Peter Lorre, Oskar Werner, Curd Jürgens och Arnold Schwarzenegger.

## Historia

### Före 1918

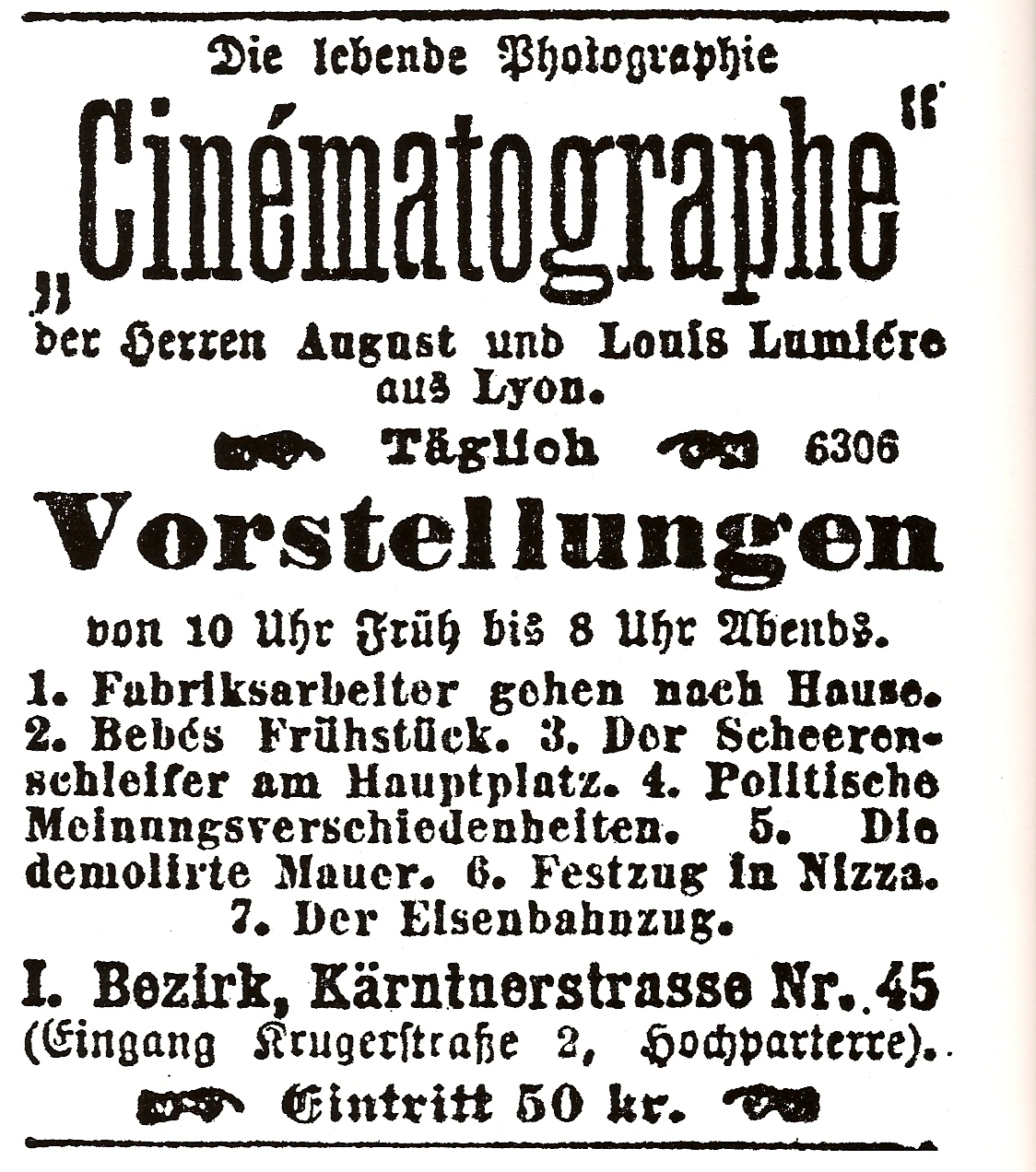
En annons för filmer av fransmännen Bröderna Lumière i Wien från 1896.

Mellan 1896 och 1905 producerades det bara nyhetsjournaler i Österrike, de flesta av dem av franska bolag som Pathé Frères och Gaumont. De första filmerna som gjordes i Österrike och av en österrikare var en serie erotiska kortfilmer, bland annat Am Sklavenmarkt, som producerades av fotografen Johann Schwarzer, som också grundade Saturn-Film 1906. Några av hans produktioner har senare återfunnits och restaurerats av Filmarchiv Austria.
Den traditionella filmproduktionen kom igång 1910 då bolaget Erste österreichisch-ungarische Kinofilms-Industrie grundades av Anton Kolm, hans hustru Luise Kolm och Jacob Fleck. De började med nyhetsjournaler men började snart även göra fiktionsfilm. 1912 grundade greven Sascha Kolowrat-Krakowsky, en välbärgad adelsman från Böhmen, bolaget Sascha-Film. Under perioden för 1918 blev Sascha-Film det största filmbolaget i Österrike. Dess största konkurrent var Wiener Kunstfilm. När första världskriget bröt ut 1914 förbjöds all import av film från ententeländerna, vilket ledde till att det i Österrike mellan 1914 och 1918 producerades nästan 200 filmer – dubbelt så många som under alla åren innan.
Några österrikiska filmskapare hade vid den här tiden redan lämnat Österrike för att försöka göra karriär i USA. Erich von Stroheim och Josef von Sternberg var två av de österrikare som bidrog till Hollywoods upphöjelse till filmens huvudstad. Några andra, inte lika kända, filmskapare var Henry Lehrman, som medverkade i ett hundratal stumfilmsfarser, inklusive de fyra första filmerna med Charlie Chaplin. Grundaren av Fox Film Corporation, William Fox (född som Wilhelm Fuchs) och Hollywoods första oberoende producent, Sam Spiegel, var också från Österrike. En av grundarna av Metro-Goldwyn-Mayer, Marcus Loew, föddes som son till judiska emigranter från Österrike-Ungern.

### 1918–1936
Efter första världskriget fortsatte filmproduktionen att öka, på grund av att Österrikes valuta, ’krone’, var väldigt svag, vilket gjorde att det var billigare att göra film i Österrike än i många andra europeiska länder. Perioden mellan 1919 och 1922 nådde den österrikiska filmproduktionen sin höjdpunkt med en årlig produktion av mellan 100 och 140 filmer.
Många av de filmer som gjordes vid den här tiden hade en betydligt lägre kvalitet än filmer från mer etablerade filmländer som Frankrike, Storbritannien, Danmark, Tyskland och Italien. Men det gjordes även ett och annat guldkorn som skulle komma att få stor betydelse för framtida österrikiska och utländska filmskapare. Expressionismen slog igenom i den österrikiska filmen, till exempel Paul Czinners Inferno (1920. Manuskriptet till en av Tysklands viktigaste expressionistfilmer, Dr. Caligaris kabinett, skrevs av de två österrikarna Carl Mayer och Hans Janowitz. Tillsammans med Fritz Lang och Paul Czinner arbetade de också i Berlin eftersom det var centrumet för den tyskspråkiga filmproduktionen. Österrikaren Fritz Kortner, som arbetade i både Tyskland och Österrike – till exempel i den österrikiska, tidiga expressionistfilmen Der Mandarin (1918) – var en av de mest kända skådespelarna inom expressionismen. Den antagligen mest kända expressionistfilmen från Österrike är Orlacs händer (1924), regisserad av tysken Robert Wiene och med Conrad Veidt och Fritz Kortner i huvudrollerna.
Omkring 1923 började det gå sämre för den europeiska filmen på grund av den ökade konkurrensen från USA. Amerikansk film kunde exporteras till Europa väldigt billigt eftersom produktionskostnaderna redan blivit betalda genom biografintäkterna i USA. I Europa, där marknaden delades av många länder med olika språk, kunde det inte produceras tillräckligt kvalitativ film med samma låga pris så att den kunde tävla med den amerikanska filmen. En annan faktor som påverkade Tysklands och Österrikes filmproduktion var den stora inflationen. Österrikisk film var inte längre lika billig att producera och exporten minskade. I mitten av 1920-talet hade filmproduktionen minskat till mellan 20 och 30 filmer per år. Under hela stumfilmseran producerades det totalt cirka 1000 filmer i Österrike.
På 1920-talet kom en ny filmgenre in i bilden, den episka filmen. Inspirationen kom från filmer som gjorts före första världskriget i främst USA (till exempel D.W. Griffith) och Italien. De österrikisk-ungerska filmskaparna Michael Curtiz och Alexander Korda gjorde episka filmer för Sascha-Film och Vita-Film (en efterföljare till Wiener Kunstfilm), till exempel Prinz und Bettelknabe (1920, Samson und Delila (1922), Sodom und Gomorrha (1922), Der junge Medardus (1923), Die Sklavenkönigin (1924), Harun al Rashid (1924) och Salammbo (1925). Dessa filmer är de mest påkostade i Österrikes historia, de kunde ha upp till 10 000 statister och enorma kulisser, som "Sodoms tempel" som designades och byggdes av toppskiktet av Österrikes designers vid den tiden; Emil Stepanek, Artur Berger och Julius von Borsody. Österrikes bästa filmfotografer, Franz Planer och Hans Theyer, anlitades, och regissörernas fruar, Lucy Doraine (Michael Curtiz) och Maria Corda (Alexander Korda) fick de kvinnliga huvudrollerna. Rollistan kompletterades av österrikiska film- och teaterstjärnor som Hans Thimig, Walter Slezak, Oskar Beregi och Hans Marr. Senare års stora filmstjärnor, som Willi Forst, medverkade i några av filmerna som extraknäck.
Mellan 1933 och 1936 blev Österrike en tillflyktsort för många tyska filmskapare som hade flytt/at efter nazisternas makttillträde, bland andra regissörerna Erich Engel och Werner Hochbaum.

### 1936–1945

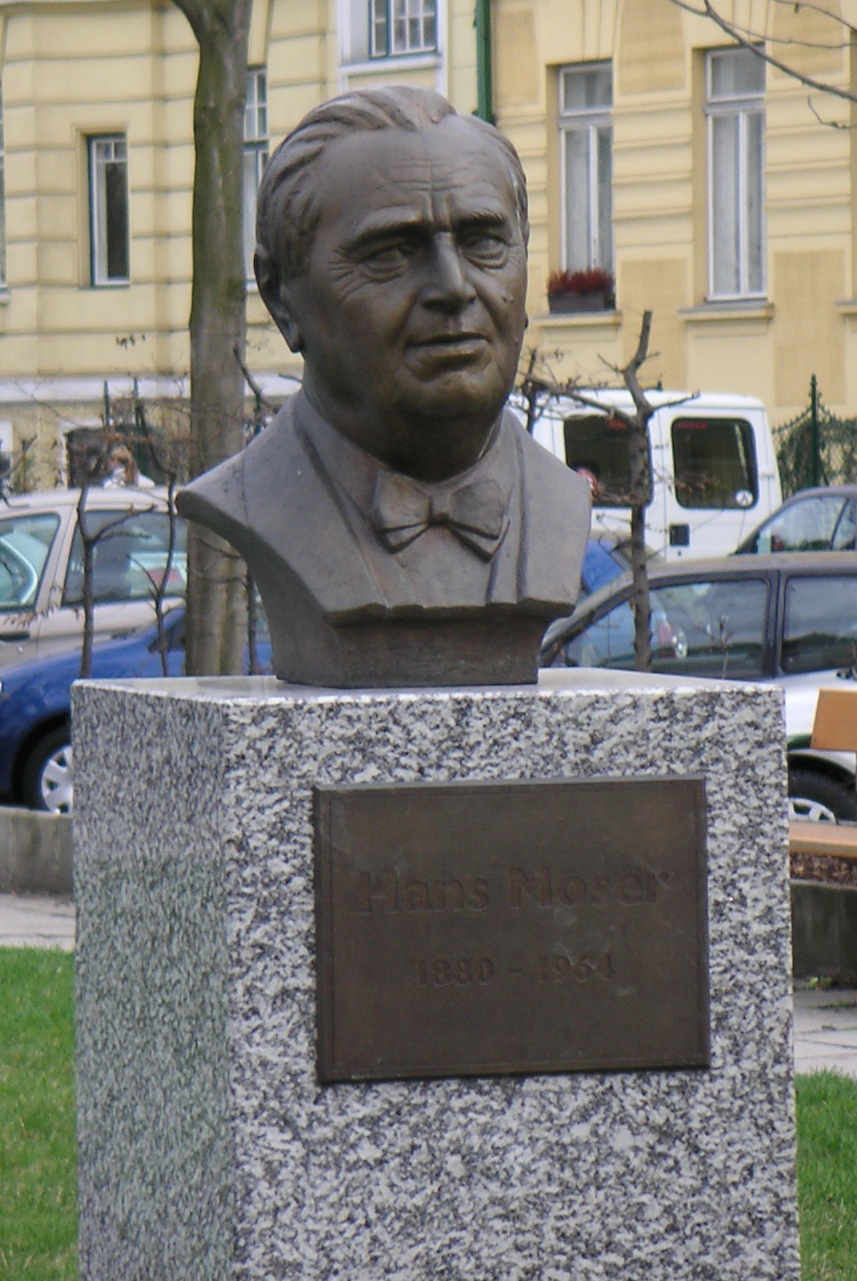
Byst till minne av Hans Moser, en av de främsta skådespelarna från Österrike.

Även om Österrike inte annekterades av Tyskland förrän 1938 förbjöds judar att arbeta inom filmindustrin från och med 1936 efter påtryckningar från Tyskland, där judar vägrats arbete bara några månader efter nazisternas maktövertagande 1933. Tyskland var den största importmarknaden för österrikisk film, och nu hotade Tyskland med en total bojkott av Österrikes filmer om inte kraven efterlevdes. Av okänd anledning gjordes ett undantag för filmen Episode (1935), regisserad av juden Walter Reisch. Större delen av de judiska arbetarna inom filmindustrin, tillsammans med många icke-judiska motståndare till nazismen flyttade under de följande åren till Frankrike, Tjeckoslovakien, Storbritannien och USA. En del judiska filmarbetare valde dock att stanna, och många av dem kom att dö under förintelsen. Många av dem som flyttat till USA kom att göra lysande karriärer. Bland dem kan nämnas Billy Wilder, Fred Zinnemann, Otto Preminger, Joe Mayand och Edgar G. Ulmer.
Efter Anschluss kom en del filmarbetare att samarbeta med de nazistiska ledarna, medan andra valde att lämna filmindustrin eller att gå under jorden. Bland de sistnämnda kan nämnas den kände kostymdesignern Gerdago som senare skulle komma att skapa dräkterna för ’Sissi films’ på 1950-talet.
Hela den österrikiska filmindustrin kom att sättas ihop till ett bolag, Wien-Film, som var det nya namnet på Sascha-Film efter att det hade konfiskerats av nazisterna med hjälp av banken Creditanstalt. Wien-Film kom dock inte att producera särskilt många öppet propagandistiska filmer; de flesta var istället harmlösa komedier (som visserligen hade en antidemokratisk och antisemitisk undertext). Även om nazisternas filmcensur var hård kom några filmer att innehålla metaforisk kritik mot nazismen, till exempel några musikalkomedier av Willi Forst.

### 1945–1970
Mellan 1945 och 1970 var det populärt med musikalkomedier, som hade blivit populära redan under 1930-talet, och Heimatfilme, sentimentala filmer med lantliga miljöer. I spåren av andra världskriget var Österrikes städer mer eller mindre sönderbombade, så filmmakarna flyttade ut produktionen på landet för att visa biopubliken det ”goda och vackra” Österrike. På 1950-talet var Wirtschaftswunder inte så populärt bland seriösa eller kritiska filmare; istället föredrog publiken filmer som visade en trygg tillvaro, en stunds flykt från vardagen. Många komedier från denna tid utspelas under den österrikisk-ungerska imperietiden eftersom denna tid för många betydde lyx, elegans, romantik och en bild av Österrike som stort, mäktigt och fredligt. Detta förklarar den stora populariteten för Sissi-filmerna med Romy Schneider som kejsarinnan Elisabeth. De blev även mycket uppskattade internationellt. Dessa filmer stod modell för många andra österrikiska filmer från denna period. Förutom Schneider var Peter Alexander, Attila Hörbiger, Magda Schneider, Wolf Albach-Retty och Hans Moser populära skådespelare under 1950- och 60-talen.

### 1970–1990
1970-talet var då den österrikiska filmen nådde sin absolut lägsta punkt vad gäller antalet producerade filmer, med bara fem till tio filmer per år. Österrikes bakåtsträvande filmindustri hjälpte intresset för televisionen på traven, samtidigt som en ny, ung och kritisk generation filmmakare – den österrikiska avantgarderörelsen – dök upp med sina ofta experimentella filmer. De mest kända var Peter Kubelka, Franz Novotny, Ernst Schmid Jr., Ferry Radax, Kurt Kren, Valie Export, Otto Muehl och Peter Weibel.
Omkring 1980 inleddes en ny ström av filmproduktion i Österrike. När den moderna filmindustrin fick konkurrens av friare medier som television och datorer, som inte fanns under dess glansdagar vid tiden för första världskriget och 1950-talet, sågs en återgång till den produktionstakten som omöjlig. Dock började den österrikiska filmindustrin återupptäcka olika filmgenrer från 1930- fram till 60-talen som till stor del hade glömts bort när sentimentala komedier dominerade den inhemska scenen. Medan komedier fortfarande når stor popularitet i Österrike, har karaktären för komedin ändrats, samtidigt som dramat har återfått sin popularitet. Andra genrer som action, thriller, fantasy och skräck har inte fått något starkare fäste i produktionen, mycket på grund av den höga produktionskostnaden och nödvändigheten av dyra specialeffekter. En genomsnittlig österrikisk film från 2000-talet kostar sällan mer än en till två miljoner euro att göra, eftersom den inte kan spela in några högre belopp enbart genom hemmapubliken, samt att österrikiska filmer ofta har svårt att finna en publik utomlands. Samtidigt ägs alla större film- och distributionsbolag i Österrike av amerikanska filmbolag, som har sina egna produktioner att se efter. Resultatet blir en knapp marknadsföring och publicitet för Österrikegjorda filmer.

### Efter 1990

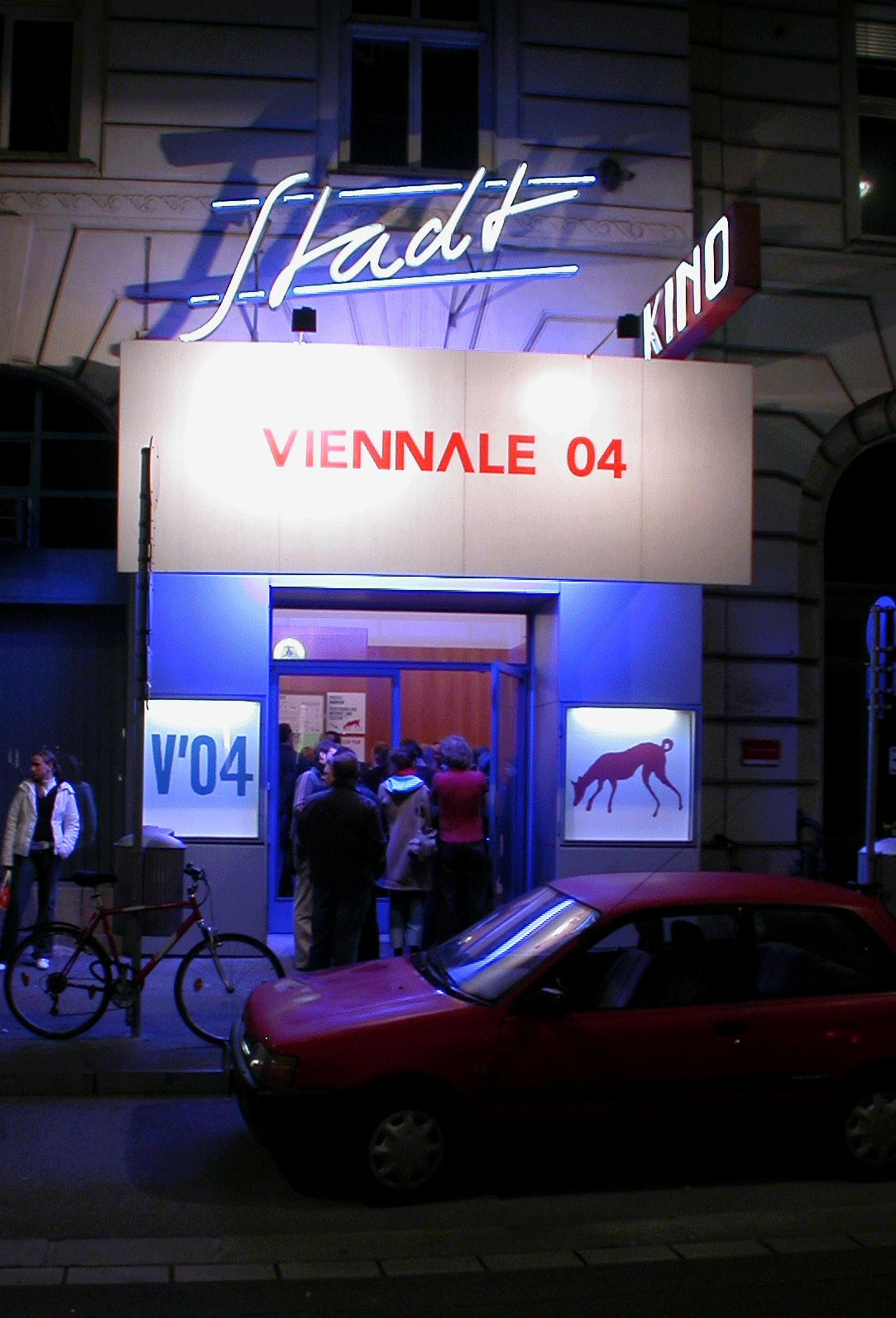
Wiens Stadtkino under filmfestivalen Viennale 2004.

På 1990-talet genomgick Österrikes filmindustri ett större antal ändringar. Några regissörer, både etablerade och på uppåtgående, hade bildat sina egna filmbolag så att de kunde dela på resurser och lära av varandra. De andra filmbolagen, varav de två största är Dor-Film och Allegro-Film, producerar båda minst två biograffilmer om året, där koncentrationen läggs på kommersiella produktioner som komedier med populära kabaréstjärnor. Denna sorts komedi står för den största biljettförsäljningen för österrikisk film under de senaste 25 åren. De gör också mer tankeväckande filmer, men bara ett fåtal eftersom filmer utanför komedigenren är finansiellt riskabla i Österrike, bortsett från om utländsk distribution kan säkras.
Andelen pengar som går från biljettintäkterna till nya filmprojekt är bland de lägsta i Europa med bara 3 %. Vanligtvis är alla de tio mest sedda filmerna under ett år från USA.
Filmer med hög kvalitet, som på senare år fått ett allt varmare mottagande från kritikerna, görs oftast av de mindre bolagen, oftast i samarbete med andra länder. Några exempel är Pianisten och Caché av Michael Haneke, som antagligen är den mest berömda regissören i Österrike idag. Andra lyckade österrikiska filmer (både enbart österrikiska och samproduktioner) sedan 2000 är We feed the World (Erwin Wagenhofer), Darwins Mardröm (Hubert Sauper), Calling Hedy Lamarr (Georg Misch), Grbavica, (Jasmila Zbanic), Slumming, (Michael Glawogger), Silentium och Komm, süßer Tod (båda av Wolfgang Murnberger), De feta åren är förbi (Hans Weingartner) och Hunddagar (Ulrich Seidl). Andra nämnvärda regissörer är Barbara Albert, Andrea Maria Dusl, Elisabeth Scharang, Jessica Hausner, Stefan Ruzowitzky, Ruth Mader, Kurt Palm, Nikolaus Geyrhalter samt, för närvarande bosatt i USA, Robert Dornhelm.
Nutidens österrikiska film är internationellt omtalad för sina realistiska, sociala dramer, som fått stor uppmärksamhet och prisats många gånger på internationella filmfestivaler sedan det sena 1990-talet. Under ett evenemang där en rad österrikiska filmer visades i Lincoln Center i New York, där filmer som Hunddagar och Barbara Alberts Norra utkanter (Nordrand) visades, drog New York Times slutsatsen att Österrike är world capital of feel-bad cinema (världens huvudstad för må-dåligtfilmen.